# دین‌آباد
دین‌آباد یکی از روستاهای استان آذربایجان شرقی است که در دهستان قبله‌داغی بخش حومه شهرستان آذرشهر واقع شده‌است.

دين ناوا- دين آوا/ دين آباد/Dinnava:
هيچ يك از واژههاي"دين آباد" و"دينناوا" در معين يافت نگرديد.دهخدا نيز صرفاً بر"دينآباد"تكيه داشته و شرحي بر اسم نداده است.
فرهنگ اسامي روستاهاي آذربايجانشرقي:دين آباد را "دين آوا" دانسته است.دين =تين:(گوشه,خدابانوي اساطيري,روز,روح,نفس) دانسته و +"آوا ":(مادر,خواهر بزرگ,خرس,پدر)دانسته است-در جايي ديگر به صورت "دينه ور" آورده و در معني "دژ ايزد بانو – مزرعه آسايش" دانسته است–در جايي هم "دين آوا"(ص 120)آورده است و دين آباد معني كرده است.دين = تين (گوشه–خداي بانوي اساطيري – روز – روح –نفس ) + آوا ( اباد ) = دين آباد!

مولف:تلفظ روستا در لهجه اهالي "دين ناوا" است كه حرف "ن" دوم ناشي از پشت سر هم قرار گرفتن حرف هاي " ن" و " آ " و براي
سهولت در تلفظ پديدار گشته است. در فرهنگهاي تركي"اووا" يا "اوا" در معاني جلگه و دشت به كار رفته است البته و به منطقه اي گفته مي شود كه نسبت به مناطق پيرامون در موقعيت پايينتري قرار گرفته باشد و كلاً مي توان به معني جلگه ياد كرد . كلمهي دين هم در معاني"روح و جان" مي باشد. البته كلمهي "دين" مي تواند مورد استعمال شده از "تين" باشد كه حرف "ت" در زبان تركي به راحتي به حرف " د" قابل تبديل است مثل "جواد = جاوات " يا "احمد = احمت". "تين" در فرهنگهاي تركي در معاني مختلف از جمله در معناهاي(جايي كه دو سطح را ازهم جدا مي كند-روح– جان– نفس– باد– ساكن - آسماني)به كار رفته است.نام روستا مي تواند در معاني "جلگهي آسماني- جلگهي باد خيز" باشد.البته منطقه اين خصوصيت آب و هوايي را دارد به طوريكه پروازهاي "پارا گلايدر" استان در اين آبادي صورت مي گيرد